# Monte Po Nesima - San Leone Rapisardi
Il V Municipio "Monte Po Nesima - San Leone Rapisardi" è una suddivisione amministrativa del comune di Catania.

## Geografia
L'area del V Municipio è localizzata nella parte occidentale del territorio comunale di Catania, ed è stato istituito nel 2013 dall'accorpamento della VII (San Leone Rapisardi) e VIII Municipalità (Monte Po Nesima). Essa comprende i seguenti quartieri o rioni:
- Àrcora
- Curìa
- Gioeni
- Monte Po
- Nesima (contrade: Inferiore, Superiore)
- Nunziatella
- Sacra Famiglia
- San Leone
- Telegrafo Vecchio o "Parco Monte Po"
- Zammataro

Il municipio, confina a nord con il comune di Misterbianco e il municipio Centro San Giovanni Galermo - Trappeto Cibali, a sud con il municipio San Giorgio Librino - San Giuseppe La Rena Zia Lisa Villaggio Sant'Agata, a ovest con il comune di Misterbianco, a est con i municipi Centro Storico e Centro San Giovanni Galermo - Trappeto Cibali.
Il suo territorio, urbanizzato a partire dagli anni trenta del XX secolo, si sviluppa principalmente attraverso tre arterie, il Viale Mario Rapisardi, lungo la direttrice est-ovest, la Via Palermo, il cui percorso ha inizio al Fortino, e il Corso Indipendenza, che attraverso l'asse attrezzato è collegato con l'autostrada A19 Palermo-Catania. La parte superiore, corrispondente ai quartieri Nesima e Monte Po, è attraversata dalla circonvallazione esterna, che prende il nome di Viale Felice Fontana e Viale Lorenzo Bolano, nel suo tratto conclusivo che innesta con la Tangenziale RA15.

## Società
Al 1º gennaio 2018, la popolazione residente nel III Municipio era di 45.953 unità, pari al 15% della popolazione comunale. Nello stesso periodo, la popolazione straniera residente era di 610 unità, pari all'1,3% del totale.

### Istituzioni, enti e associazioni
La sede istituzionale del V Municipio è ubicata al Viale Mario Rapisardi 299, nel quartiere Curìa.
In Via La Marmora, al quartiere San Leone, sorge il centro direzionale del Comune di Catania per i servizi demografici.
A Nesima, sorge il presidio ospedaliero "Garibaldi Nesima", dove si svolgono tutte le attività medico-chirurgiche dell'ARNAS Garibaldi.

## Economia
L'economia del V Municipio si regge in massima parte sul commercio e dei servizi, le cui attività sono particolarmente concentrate sul Viale Rapisardi.

## Infrastrutture e trasporti
I quartieri del municipio sono regolarmente serviti da diverse linee di autobus del servizio urbano espletato dall'AMTS, nonché dagli autobus del servizio extraurbano dell'AST e della Ferrovia Circumetnea.
A Nesima sorgono l'omonima stazione della tratta urbana della Ferrovia Circumetnea, e quella sotterranea della Metropolitana di Catania. Dal 2015 sono in costruzione le due stazioni sotterranee Fontana e Monte Po.

### Sport
Nel territorio del V Municipio sorgono due impianti sportivi, il PalaCatania nel quartiere San Leone, e il PalaNesima nell'omonimo quartiere.